# Gereonsweiler
Gereonsweiler is een plaats in de Duitse gemeente Linnich, deelstaat Noordrijn-Westfalen, en telt 1112 inwoners (2005).